# Sanji Iwabuchi
Sanji Iwabuchi (Japans: 岩淵 三次, Iwabuchi Sanji) (Sanjo, 2 maart 1895 – Intramuros, 26 februari 1945) was een Japans militair tijdens de Tweede Wereldoorlog.
Iwabuchi was van 20 april tot 15 november 1942 commandant van het slagschip Kirishima. Hij voerde als viceadmiraal het bevel over de zeemacht in Manilla in het jaar 1945 en was daarbij degene die verantwoordelijk was voor het negeren van het bevel van zijn superieur, generaal Tomoyuki Yamashita, die een evacuatie van de Japanse troepen uit de stad wilde om de gebouwen te sparen. Bij de verdediging van de stad en de Japanse wraakacties op de burgerbevolking (Bloedbad van Manilla) kwamen ongeveer 100.000 mensen om het leven. Ook kwamen ongeveer 17.000 Japanners en 1.000 Amerikanen om het leven bij de gevechten rond Manilla.

## Militaire loopbaan
- Luitenant ter Zee 3de klasse (海軍少尉 Kaigun-shōi), Japanse Keizerlijke Marine: 1 december 1916[2][1]
- Luitenant ter Zee 2de klasse (海軍中尉 Kaigun-chūi), Japanse Keizerlijke Marine: 1 december 1918[2][1]
- Luitenant ter Zee der 2e klasse oudste categorie (海軍大尉 Kaigun-daii), Japanse Keizerlijke Marine: 1 december 1921[2][1]
- Luitenant ter Zee 1ste klasse (海軍少佐 Kaigun-shōsa), Japanse Keizerlijke Marine: 1 december 1927[2][1]
- Kapitein-luitenant ter zee (海軍中佐 Kaigun-chūsa), Japanse Keizerlijke Marine: 15 november 1933[2][1]
- Kapitein-ter-zee (海軍大佐 Kaigun-daisa), Japanse Keizerlijke Marine: 1 december 1937[2][1]
- Schout-bij-nacht (海軍少将 Kaigun-shōshō), Japanse Keizerlijke Marine: 1 mei 1943[2][1]
- Viceadmiraal (海軍中将 Kaigun-chūjō), Japanse Keizerlijke Marine: 26 februari 1945 (postuum)[2][1]